# 町沢静夫
町沢 静夫（まちざわ しずお、1945年 - ）は日本の精神科医。文筆家。心理学や精神疾患、少年犯罪等についてマスメディアに執筆し、100冊以上の著書がある。

## 経歴
1945年、新潟県西頸城郡青海町（現・糸魚川市）生まれ。1968年、東京大学文学部心理学科卒業。1976年、横浜市立大学医学部卒業。
1968年、東京大学文学部心理学科を卒業後、同学科の大学院に進学したが、東京大学の学園紛争のため大学院を中退し、医者になることを志して、横浜市立大学医学部に入学した。
同学部卒業後、内科で研修を始めたが、「内科ではあまり患者と話ができないし面白くない」という理由で精神科に転向し、東京大学医学部附属病院分院神経科で臨床研修した。
1979年、国立精神衛生研究所（千葉県市川市国府台）にて研究を行い始めた。
途中1983～1984年、カリフォルニア大学ロサンゼルス校に留学し、主に境界性パーソナリティ障害（Borderline Personality Disorder, BPD）について研究した。帰国後、この障害の診断に有用とされる「ボーダーライン・スケール」を日本語に訳して日本人に適応可能なものとし、一般に同障害を「ボーダーライン」と呼ぶようになった。
1986年、国立精神・神経センター精神保健研究所室長に就任。
爽風会佐々木病院（千葉県船橋市）、式場病院（千葉県市川市）、中川神経科クリニック（神奈川県鎌倉市大船）、東京専売病院（現・国際医療福祉大学三田病院）（東京都港区三田）などで、診療をするようになった。
1994年、市川市内のワンルームマンションに「町沢メンタル・ヘルス研究所」を開設した。
1998年、立教大学コミュニティ福祉学部（埼玉県新座市）教授に就任。
2000年、「町沢メンタル・ヘルス研究所」は、新聞記者の取材中に刃物を持った女が押し入ったとの理由で、マンションの理事会から立ち退きを命じられたため、立教大学に近い東京都豊島区目白にあり、池内ひろ美が主宰する「東京家族ラボ」に勤務し始めた。
2000年3月5日、佐賀県で、息子の家庭内暴力に困っていた母親からの手紙による依頼を受けた町沢は、その母親の息子の少年と面談することなく、佐賀県警察と国立肥前療養所（佐賀県神埼郡吉野ヶ里町）に電話のみで少年を強制入院（医療保護入院）させた。なお、町沢はこの直後に、「佐賀の病院に電話をしたら、初めは空きベッドはないと言っていたのに、よく聞いたらベッドが1つ空いていると言っていた」と語っており、町沢本人が電話で国立肥前療養所に少年を強制入院させるための手配をしたことを明らかにしている。同年5月3日、少年は主治医と家族との話し合いのもとで外泊した際に、強制入院させられたことを恨みに思い、西鉄バスジャック事件を起こし、1人を死亡させ、数人の重傷者も出た。少年を全く診ないで強制入院させたため、この事件の後「精神医学会でかなり非難されて参った」と町沢本人が語っていた。同年、『論座』7月号から10月号にかけて、西鉄バスジャック事件の対応について矢幡洋と論戦を繰り広げ、町沢は矢幡に論破された。
2003年1月、立教大学教授を辞職。こののち、東京家族ラボや式場病院以外に、榎本クリニック（東京都豊島区西池袋）やストレスケア日比谷クリニック（東京都千代田区有楽町）などでも診療するようになる。
2004年8月、持病の糖尿病の合併症である眼病変のため1週間入院した。同年9月、千葉県市川市の本八幡駅近くに「町沢メンタルクリニック」を開業し、式場病院以外の東京家族ラボなどの診療をすべてやめた。
2005年8月、式場病院も辞職し、「町沢メンタルクリニック」での診療に専念するようになった。2008年、「町沢メンタルクリニック」を東京都江戸川区西小岩に移転した。

## 勤務先
（2009年2月現在）
- 町沢メンタルクリニック（東京都江戸川区西小岩）
- 医療法人財団健愛会　健愛クリニック（東京都足立区）

## 著書
- 『高村光太郎 芸術と病理』金剛出版　1979　パトグラフィ双書
- 『病める心の深層』ナツメ社　1980
- 『逃げ遅れたヒツジたち 現代狂気の現象学』光文社カッパ・サイエンス　1987
- 『ボーダーラインの心の病理 自己不確実に悩む人々』創元社　1990
- 『ストレス時代の心理学 精神科医が語る「心の危機」』創拓社　1992　『なぜ心が病むのか ストレスが喜びに変わるとき』PHP文庫
- 『成熟できない若者たち』（講談社）1992　のち文庫
- 『天才の法則 その「創造の秘密」をさぐる』イースト・プレス　1992
- 『こころの健康法 ストレスに克つ生き方のために』日本実業出版社　1993　「ストレスに克つ」小学館文庫
- 『ありのままの自分に"Yes"と言おう 精神科医が語るこころの休憩室』PHP研究所　1994　のち文庫
- 『絶望がやがて癒されるまで 精神科医が語るこころの処方箋』PHP研究所　1994　のち文庫
- 『「こころ」の癒し方 疲れたこころをときほぐす生き方のヒント』日本文芸社　1995
- 『こころは癒される 絶望が希望に変わるまで』大和書房　1995
- 『欲望にとらわれる心理 なぜ人に評価されたいと思うのか』大和出版　1995
- 『「こころの居心地」がよくなる心理学』三笠書房　1996　のち知的生きかた文庫
- 『性格は変えられる』ベストセラーズ　1996　「好かれる性格、嫌われる性格」ワニ文庫
- 『精神科医が見つめた心が病むということ癒されるということ』海竜社　1996
- 『飛べないトンボの心理療法 「引きこもり」「いらだつ」若者たちへ』PHP研究所　1996　『若者の心の病がわかる本 「引きこもり」から「家庭内暴力」まで・精神科医のカルテ』文庫
- 『日本人のためのEQ入門 やわらかい心があなたを救う』WAVE出版　1996
- 『あなたの隣りの"狂気" 正常と異常のあいだ』大和書房　1997　のち双葉文庫
- 『気が軽くなる心理学』三笠書房　1997
- 『壊れた14歳 神戸小学生殺害犯の病理』WAVE出版　1997
- 『コンプレックスという心理 誰もがもっている深層心理との付き合い方』日本実業出版社　1997
- 『醜形恐怖 人はなぜ「見た目」にこだわるのか』マガジンハウス　1997　のち光文社知恵の森文庫
- 『中年期うつを治す』（講談社）1997
- 『天才の法則 逆境を創造力に変える秘密』PHP研究所　1997
- 『普通の人の中の狂気』海竜社　1997　『人はなぜ、心を病むのか 普通の人の中の狂気、精神科15枚のカルテ』成美文庫
- 『ボーダーライン 青少年の心の病い』（丸善ライブラリー）1997
- 『居場所を失った子どもたち』小学館　1998
- 『現代人の心にひそむ「自己中心性」の病理 過大な自己愛と現実とのズレに苦しむ若者たち』双葉社　1998　『「自己チュー」人間の時代』双葉文庫
- 『「壊れもの」としての家族 夫婦の行方・親子の病理』大和書房　1998
- 『明日が待ち遠しくなるこころの処方箋 人は人でしか癒されない』青春出版社　1999
- 『大人になれないこの国の子どもたち 「壊れた心」の精神分析』PHP研究所　1999
- 『「こころ」を癒す心理学』三笠書房・知的生きかた文庫　1998
- 『こころの健康事典』（朝日出版社）1999
- 『心の病を癒す21話 現代人の不安をやわらげる処方箋』1999　成美文庫
- 『自己中心が子どもを壊す』日本経済新聞社　1999
- 『自分と向き合う心理学 悩みにこたえる51のヒント』大和書房　1999
- 『精神科医町沢静夫の心がラクになる本 不安が希望に変わる時』海竜社　1999
- 『閉じこもるフクロウ 情報社会の精神病理』朝日新聞社　1999　Aera books
- 『なぜ「いい人」は心を病むのか』（PHP研究所）1999　のち文庫
- 『わたしの中にいる他人たち 多重人格は本当に存在するのか』創樹社　1999
- 『あなたの心にひそむ「見捨てられる恐怖」 一人でいると不安でたまらない心理』PHPエディターズ・グループ 2000　「一人がこわい」の心理学」中経の文庫
- 『あなたの周りのアブない人々 「普通の人」がもう一つの顔をのぞかせるとき』すばる舎　2000
- 『危ない少年 いま、家族にできること』講談社　2000
- 『「いい人」は、なぜ頑張りすぎてしまうのか 「心のスランプ」をのり越える精神科医のメッセージ』大和出版　2000
- 『くちぐせ性格判断 いるいるまわりにこんなヤツ』プラネット出版　2000
- 『心の壊れた子どもたち』朝日出版社　2000
- 『「心病む人」の処方箋 生きづらい時代をどう生きるか』大和書房　2000
- 『佐賀バスジャック事件の警告 孤立する家族、壊れた17歳』（マガジンハウス）2000
- 『「さびしさ」にメゲない心理学 精神科医が語る「孤独」とうまくつきあう方法』角川春樹事務所　2000　「生きる力がつく「孤独力」ハルキ文庫
- 『自尊心という病 自尊心の傷つきに耐えられない少年たち』双葉社　2000
- 『精神科医町沢静夫の「子供がいちばん」はやめなさい』海竜社　2000
- 『王子さまを探す女、お姫さまを待つ男 「自分探し」の落とし穴』佼成出版社　2001
- 『自分を消したいこの国の子どもたち 「傷つきやすい自尊心」の精神分析』PHPエディターズ・グループ 2001
- 『精神科医が見つめた老いに適応できる人できない人』大和出版　2001　「人生の先が見えたとき読む本 「うつ」になる人、ならない人」PHP文庫
- 『精神科医町沢静夫の「他人」を気にするのはやめなさい 人とつき合うのがラクになる』海竜社　2001　のちPHP文庫
- 『臨床心理学』医学書院　2001
- 『40歳の意味 ヒトはいつ「ほんとうの大人」になるのか』大和出版　2002
- 『ADHD(注意欠陥/多動性障害)』駿河台出版社　2002　21世紀カウンセリング叢書
- 『学校、生徒、教師のための心の健康ひろば』駿河台出版社　2002
- 『精神科医町沢静夫の知らず知らず子供を傷つける親 子供を愛せる親になるために』海竜社　2002
- 『「本当は関わりたくない人」とのつき合い方 人間関係が良くなる心理学』ダイヤモンド社　2002
- 『弱い心をどこまで強くできるか』（講談社＋α新書、2002）
- 『自分のこころがすっきり見える51のヒント』講談社+α文庫　2003
- 『人格障害とその治療』創元社　2003
- 『ひきこもる若者たち 「ひきこもり」の実態と処方箋』大和書房　2003
- 『精神科医・町沢静夫の心の悩みと上手につきあう方法』海竜社　2004
- 『お手伝いで子どもの心を鍛えなさい 愛情としつけの知恵21』エクスナレッジ　2005
- 『がんばりがカラ回りにならないための子育て 子どもたちのSOSを感じ取ることができますか?』スリーエーネットワーク　2005
- 『自己愛性人格障害』駿河台出版社　2005　21世紀カウンセリング叢書
- 『日本人に合った精神療法とは』日本放送出版協会・NHKブックス 2005
- 『ボーダーライン 自己を見失う日本の青年たち』丸善　2003
- 『青少年のこころの闇 情報社会の落とし穴』ゆまに書房　2006　シリーズこころとからだの処方箋
- 『いじめ・虐待そして犯罪の深層 失われていく共感性』丸善　2007
- 『カンベンして欲しい人たち 職場で、近所で、家庭で、困ったあの人への対処法』イースト・プレス　2007
- 『精神科医がすすめる不思議なほど気持ちがラクになる本 "そこそこ(S)・まあまあ(M)・楽しく(T)"69のコツ』海竜社　2007
- 『図解大切な人の心を守るためのこころの健康事典』朝日出版社　2008
- 『うつになる若者たち 増える「依存型うつ病」の真実』海竜社　2009
- 『多重人格とボーダーライン』駿河台出版社　2012
- 『なぜ人は心が疲れてしまうのか』PHP研究所、2013

## 共編著
- 『遊びと精神医学 こころの全体性を求めて』吉本隆明共著　創元社　1986
- 『<知>のパトグラフィー 近代文学から現代をみる』吉本隆明共著　海鳴社　1986
- 『精神医学と文化人類学』大平健共編　金剛出版　1988
- 『心のデザイン 自分の中味を知る本』朝日生命「Sansan」編集部共著　青竜社　1991
- 『続・心のデザイン』編著　青龍社　1992　こころbooks
- 『ペットが元気を連れてくる 奇蹟の動物療法』山崎恵子共著　講談社　1993
- 『自己分析と他者分析 自分のこころをどう探るか』岸田秀共著　ベストセラーズ　1995　のち集英社文庫
- 『「私」の心はどこへ行くのか 「対論」現代日本人の精神構造』竹田青嗣共著　ベストセラーズ　1995
- 『心はどこへ行こうとしているか クロス・トーク!社会学vs精神医学』大澤真幸,香山リカ共著　マガジンハウス　1998
- 『人格障害の精神療法』福島章共編　金剛出版　1999
- 『なぜ日本人はいつも不安なのか 寄る辺なき時代の精神分析』岸田秀共著　PHP研究所　2000
- 『ぼくの心をなおしてください』原田宗典共著　幻冬舎　2002　のち文庫
- 『告白多重人格 わかって下さい。私たちのことを ルイと7人+12人のマリア+54人のヒロ』編著　海竜社　2003

## 翻訳
- J.M.シュピーゲルマン, 河合隼雄『能動的想像法 内なる魂との対話』森文彦共訳　創元社　1994
- ミルトン・カツェラス『きっと、あなたは成功する。 願望を実現するための37のヒント』PHP研究所　1997
- ヘーゼルデン編『「今日一日」のヒント 心を癒す365日』三笠書房・知的生きかた文庫　1997
- M.R.バスコ『無理しないで賢く生きる』三笠書房　2000
- アナ・マロヤン・キシダ『「自分の弱さ」から逃げないための心理学』監訳 中島雅子訳　PHP研究所　2004